# Tate McRae
Tatum "Tate" Rosner McRae, född 1 juli 2003 i Calgary i Alberta, är en kanadensisk singer-songwriter och dansare. Hon deltog år 2016 i det amerikanska realityprogrammet So You Think You Can Dance (säsong 13), där hon var den första kanadensiska deltagaren. Hon fick i augusti 2019 ett skivkontrakt med RCA Records, efter att hennes tidigare låtar (inklusive den virala hitsingeln "One Day") hade fått ett stort genomslag på nätet. Hon släppte därefter sin debut-EP All the Things I Never Said i januari 2020, följt av singeln "You Broke Me First", som släpptes i april samma år. År 2021 blev McRae den yngsta musikern som blivit invald i tidningen Forbes "30 Under 30"-lista.
Tate McRae släppte sin andra EP Too Young to Be Sad i mars 2021. Hennes debutstudioalbum I Used to Think I Could Fly släpptes i maj 2022, följt av den kommersiellt framgångsrika singeln "Greedy", som släpptes i september 2023. Hon släppte i november samma år den uppföljande singeln "Exes". I december släppte hon sitt andra studioalbum Think Later, där "Greedy" och "Exes" finns med.
McRae är ett stort fan av ishockeylaget Calgary Flames. Hon hade åren 2021 och 2023 ett förhållande med Columbus Blue Jackets-spelaren Cole Sillinger, och har (maj 2024) ett förhållande med den australiske rapparen och sångaren The Kid Laroi. Hennes föräldrar Tanja Rosner och Todd McRae är av tysk respektive skotsk härkomst.